# Pi de l'Àguila (estel)
Pi de l'Àguila (π Aquilae) és una estrella binària de la constel·lació de l'Àguila. Està aproximadament a 570 anys llum de la Terra.
El component primari, π Aquilae A, és una estrella gegant groga del tipus G de la magnitud aparent +6,1. La seva companya, π Aquilae B, és una nana de la seqüència principal blanca del tipus A de la magnitud aparent +6,9. La magnitud aparent combinada de la binària és +5,75. Les dues estrelles estan separades 1,4 segons d'arc i tenen un període orbital de més de 3000 anys.